# 将監鞍馬流
将監鞍馬流（しょうげんくらまりゅう）は、日本の剣術の流派。当流自身は鞍馬流と称している。

## 歴史
鞍馬八流（京八流）の末流と伝わり、天正年間（1573年 - 1592年）に大野将監が流儀を開いたとされるが、太平洋戦争時の戦災により伝書等の史料が焼失したため、幕末の第14代宗家・金子助三郎までの伝系は不明である。金子から流儀を継承した第15代宗家・柴田衛守は元講武所剣術教授間宮鉄次郎に忠也派一刀流も学んだ。
明治10年（1877年）、柴田衛守は西南戦争に従軍し、明治12年（1879年）に警視庁撃剣世話掛となった。そして同年、東京四谷に道場を開き、勝海舟により「習成館」と命名された。柴田衛守が警視庁撃剣世話掛だったことにより、当流の形の5本目「変化」が警視流木太刀形に採用された。明治44年（1911年）には大日本帝国剣道形制定の委員を務めた。
習成館は太平洋戦争時に戦災により焼失したが、柴田衛守の孫である第17代宗家・柴田鐵雄によって再建された。現在伝えられている形は7本。その内容は現代剣道の基本ともいえる内容である。これについて柴田鐵雄は、柴田衛守が竹刀稽古に即して形を改変・削減したのではないかと推測している。

## 系譜
```
大野将監 ― 
林崎甚助
 … 金子助三郎 ― 
柴田衛守
 ― 柴田勧 ― 
柴田鐵雄
 ― 柴田章雄
```